# Montegabbione
Montegabbione è un comune italiano di 1 100 abitanti situato in provincia di Terni in Umbria.

## Geografia
Montegabbione faceva parte della Comunità Montana Monte Peglia e Selva di Meana. Sorge a 594 m.s.l.m. Scorrono nel territorio comunale i torrenti Chiani, affluente del Paglia ed il Fersinone, che invece confluisce nel Nestore.

## Monumenti e luoghi d'interesse
Nei pressi della frazione di Montegiove sorge il complesso architettonico detto la Scarzuola dal nome della località in cui è ubicata. Il complesso, edificato dall'architetto milanese Tomaso Buzzi nella seconda metà del XX secolo, si presenta come una cittadella-teatro.
Salendo invece nel centro del paese si può notare la torre di Montegabbione, una torre medievale costruita intorno al 1400-1500 tuttora ancora accessibile.

## Società

### Evoluzione demografica
Abitanti censiti